# James Kennedy (historiador)
James Carleton Kennedy (Orange City, 2 de setembro de 1963) é um autor, educador e historiador estadunidense. Dr. Kennedy foi durante muitos anos um eminente professor de religião no Northwestern College (Iowa). Atualmente é professor de história dos Países Baixos na Universidade de Amesterdã.

## Biografia
Kennedy cresceu em Orange City, uma cidade que consiste principalmente de descendentes da Holanda. Sua mãe veio também daquele país. Ele estudou relações internacionais na Universidade de Georgetown, em Washington, D.C. obtendo seu bacharelato em 1986. Cursou estudos cristãos no Calvin Theological Seminary, em Grand Rapids, Michigan, obtendo mestrado em 1988, e tornou-se PhD em História pela Universidade de Iowa em 1995.
Em 2003 Kennedy se mudou para a Holanda onde foi nomeado professor de história moderna na Vrije Universiteit. Em 2007 ele mudou-se para a Universidade de Amesterdã, onde se tornou professor de história dos Países Baixos. Em 2009 ele sucedeu o professor Piet de Rooy, chefe da seção da história da Holanda. 
Kennedy tem um interesse especial na história holandesa do pós-guerra. Por causa de sua fé cristã, ele se considera um historiador cristão, e afirma que Deus está guiando a história humana: "É minha convicção pessoal que Deus dirige a história".
James Kennedy é casado com Simone Kennedy-Doornbos, uma política holandesa do partido União Cristã em Amersfoort. Eles têm três filhos. A família Kennedy é membro das Igrejas Reformadas na Holanda, uma denominação reformada ortodoxa.

## Livros
- Nieuw Babylon in aanbouw: Nederland in de jaren zestig, Amsterdam, Boom, 1995)
- Geschiedenis van de Nederlanden, Hans Blom and Emiel Lamberts, 1993)
- Een weloverwogen dood. De opkomst van de euthanasie in Nederland (Amsterdam, Bakker, 2002) - sobre o desenvolvimento da eutanásia, na Holanda.
- Bezielende verbanden. Gedachten over religie, politiek en maatschappij in het moderne Nederland (Amsterdam, Bakker, 2009)
- Stad op een berg. De publieke rol van protestantse kerken (Zoetermeer, Boekencentrum Uitgevers, 2010)

- Este artigo foi inicialmente traduzido, total ou parcialmente, do artigo da Wikipédia em inglês cujo título é «James Kennedy (historian)», especificamente desta versão.